# Chizuru Kotō
Chizuru Kotō (古藤千鶴?, Kotō Chizuru; Nagayo, 8 ottobre 1982) è un'ex pallavolista giapponese, nel ruolo di palleggiatrice.

## Carriera
La carriera di Chizuru Koto inizia a livello scolastico nella Nagasaki High School. Nella stagione 2001-02 inizia la carriera professionistica nella V1 League, serie cadetta del campionato giapponese, con le PFU. Col club inizia una lunga permanenza di nove stagione, nel corso delle quali gioca quattro finali di campionato, perdendole tutte; solo nella stagione 2008-09 riesce a vincere la rinominata V.Challenge League al quinto tentativo, ricevendo anche il premio di MVP del campionato.
Nella stagione 2009-10 viene ingaggiata in V.Premier League dalle Hisamitsu Springs, aggiudicandosi subito la Coppa dell'Imperatrice. Nel campionato 2012-13 viene nominata capitano della sua squadra e vince Coppa dell'Imperatrice, scudetto, venendo anche inserita nel sestetto ideale del campionato, e V.League Top Match. Nel campionato successivo vince ancora una volta la Coppa dell'Imperatrice, lo scudetto e il campionato asiatico per club, venendo premiata come miglior palleggiatrice del torneo.

## Palmarès

### Club
- Campionato giapponese: 4

2012-13, 2013-14, 2015-16, 2017-18
- V.Challenge League giapponese: 1

2008-09
- Coppa dell'Imperatrice: 7

2009, 2012, 2013, 2014, 2015, 2016, 2018
- / V.League Top Match: 1

2013
- Campionato asiatico per club: 1

2014

### Nazionale (competizioni minori)
- Montreux Volley Masters 2015

### Premi individuali
- 2007 - V.Challenge League giapponese: Miglior spirito combattivo
- 2009 - V.Challenge League giapponese: MVP
- 2013 - V.Premier League giapponese: Sestetto ideale
- 2014 - Campionato asiatico per club: Miglior palleggiatrice
- 2017 - V.Premier League giapponese: Premio d'onore (230 partite in V.Premier League)